# 歌津町
歌津町（うたつちょう）は、宮城県の北東にあった町である。南三陸金華山国定公園の一角を占める。太平洋に面して伊里前など11の漁港がある。2005年10月1日、志津川町と合併し、南三陸町となった。39.42km2。

## 地理
総面積の70%を山林が占める。気候は比較的温暖であり、年間平均気温11.2℃、年間降水量1182.5mmである。
- 山:田束山(512.4m), 満海山(460.5m), 貞任山(360.3m)
- 河川:伊里前川（全長約13km）、樋の口川、港川、稲渕川

### 隣接していた自治体
- 宮城県本吉郡志津川町、本吉町

## 歴史
- 1889年4月1日 - 市町村制施行により、本吉郡歌津村が設置される。以後116年間、一度も合併しなかった。
- 1959年4月1日 - 町制施行
- 1968年10月 - 町章を制定する。[1]
- 2005年10月1日 - 志津川町と合併して南三陸町となる。

## 行政
- 最後の町長：牧野駿

### 町名の由来
- アイヌ語のオタエトゥ（砂の岬の地）が転訛したという説、田束山の正社の位置から卯辰（うたつ）の方向に村が開けたからという説がある。

## 姉妹都市・提携都市
日本国内
- 立川町（山形県東田川郡、現庄内町）[2][3]
  - 1999年10月13日 友好町提携

1993年、歌津町の小学生が立川町を訪問して砂金採り体験を行ったことから交流がはじまり、1999年の歌津町の町制40周年を記念して友好町盟約を締結した。その後、市町村合併により2005年に立川町が庄内町に、歌津町が南三陸町になっており、2006年に南三陸町と庄内町の間で改めて友好町提携が結ばれている[2][3]。

日本国外
- ベザーノ（イタリア・ロンバルディア州）[4][5]
  - 1999年11月7日 国際友好都市提携

歌津町ではウタツサウルス、ベザーノではベザノサウルス (Besanosaurus) の化石が発見されており、ともに魚竜化石発見地という縁から1995年以降中学生の相互ホームステイなど国際交流などが行われた[5]。1999年、町制施行40周年に合わせて歌津町で開催された「国際魚竜化石サミット」に際してベザーノ町長を招待し、国際友好都市提携盟約書が締結された[5]。歌津町の施設「平成の森」にはレストラン「ベザーノ」がある。

## 教育
中学校
歌津町立歌津中学校
小学校
歌津町立名足小学校
歌津町立伊里前小学校

## 交通

### 鉄道路線
- 東日本旅客鉄道気仙沼線 - 歌津駅、陸前港駅

### バス路線
- 歌津町営バス

### 道路
- 一般国道
  - 国道45号
- 都道府県道
  - 宮城県道206号馬籠志津川線
  - 宮城県道225号泊崎半島線
  - 宮城県道236号払川町向線

## 名所・旧跡・観光スポット・祭事・催事
- つつじまつり 5月下旬
- 行者の道遊歩道
- 魚竜館 - 魚竜化石が発掘された状態で展示されている複合資料館。
- 平成の森

### 出身著名人
- 山内みな :社会運動家。1900年生まれ。1990年没。
- まきのめぐみ ：歌謡歌手。1978年、歌津町（現・南三陸町歌津地区）生まれ。現在、南三陸町の夢大使（観光大使）の一人。